# Yeferson Cuno
Yeferson Guillermo Cuno (* 5. November 2004) ist ein peruanischer Leichtathlet, der im Mittelstrecken- und Hindernislauf an den Start geht.

## Sportliche Laufbahn
Erste Erfahrungen bei internationalen Meisterschaften sammelte Yeferson Cuno im Jahr 2023, als er bei den U20-Südamerikameisterschaften in Bogotá in 9:24,84 min die Goldmedaille über 3000 m Hindernis gewann. Anschließend belegte er bei den U20-Panamerikameisterschaften in Mayagüez in 9:41,96 min den fünften Platz. 2025 gewann er bei den Hallensüdamerikameisterschaften in Cochabamba in 3:59,27 min die Bronzemedaille im 1500-Meter-Lauf hinter dem Brasilianer Thiago André und David Ninavia aus Bolivien und über 3000 Meter sicherte er sich in 8:38,83 min die Bronzemedaille hinter den Bolivianern Ninavia und Víctor Aguilar. Ende April belegte er bei den Südamerikameisterschaften in Mar del Plata in 3:48,22 min den achten Platz über 1500 Meter und gelangte im Hindernislauf mit 8:49,28 min auf Rang vier.
2025 wurde Cuno peruanischer Meister im 3000-Meter-Hindernislauf.

## Persönliche Bestzeiten
- 1500 Meter: 3:47,72 min, 28. März 2025 in Lima
  - 1500 Meter (Halle): 3:59,27 min, 22. Februar 2025 in Cochabamba
- 3000 Meter: 8:52,75 min, 9. Juli 2022 in Lima
  - 3000 Meter: 8:38,83 min, 23. Februar 2025 in Cochabamba
- 3000 m Hindernis: 8:49,28 min, 26. April 2025 in Mar del Plata